# Atractomorpha occidentalis
Atractomorpha occidentalis är en insektsart som beskrevs av Kevan, D.K.M. och Y.K. Chen 1969. Atractomorpha occidentalis ingår i släktet Atractomorpha och familjen Pyrgomorphidae. Inga underarter finns listade i Catalogue of Life.